# Jan Puzyna de Kosielsko
Jan Maurycy Paweł Puzyna de Kosielsko (Gwoździec, 13 september 1842 – Krakau, 8 september 1911) was een Pools geestelijke en kardinaal van de Katholieke Kerk.
Hij werd op 1 december 1878 tot priester gewijd. Op 26 februari 1886 benoemde paus Leo XIII hem tot titulair bisschop van Memphis en tot bisschop-coadjutor van Lwow, in het tegenwoordige Oekraïne. In 1895 werd hij bisschop van Krakau. Tijdens het consistorie van 15 april 1901 werd hij verheven tot kardinaal. Hij kreeg de Ss. Vitale, Valeria, Gervasio e Protasio als titelkerk.
Tijdens het Conclaaf van 1903, dat uiteindelijk leidde tot de verkiezing van Giuseppe Sarto, speelde kardinaal Puzyna een belangrijke rol door namens de Oostenrijkse keizer Frans Jozef I een veto uit te spreken over de verkiezing van de Italiaanse kardinaal Mariano Rampolla del Tindaro. Frans Jozef maakte hierbij gebruik van het zogenaamde Jus Exclusivae een gewoonterecht dat aan de vorsten van Spanje, Frankrijk en het Heilige Roomse Rijk toestond de keuze van bepaalde kandidaten op de zetel van Petrus te blokkeren. Het initiatief tot dit veto was overigens uitgegaan van Puzyna zelf. Op weg naar het conclaaf in Rome, was hij daartoe op audiëntie gegaan bij de keizer. Naar het oordeel van Puzyna was Rampolla onvoldoende gekeerd tegen het modernisme. Frans Jozef vond met name dat Rampolla zich als kardinaal-staatssecretaris te positief had opgesteld ten aanzien van de Derde Franse Republiek.
Na het Conclaaf maakte Pius X overigens meteen een einde aan het Jus Exclusivae.

Wapen van Puzyna de Kosielsko (clan Brama)